# Stura di Lanzo

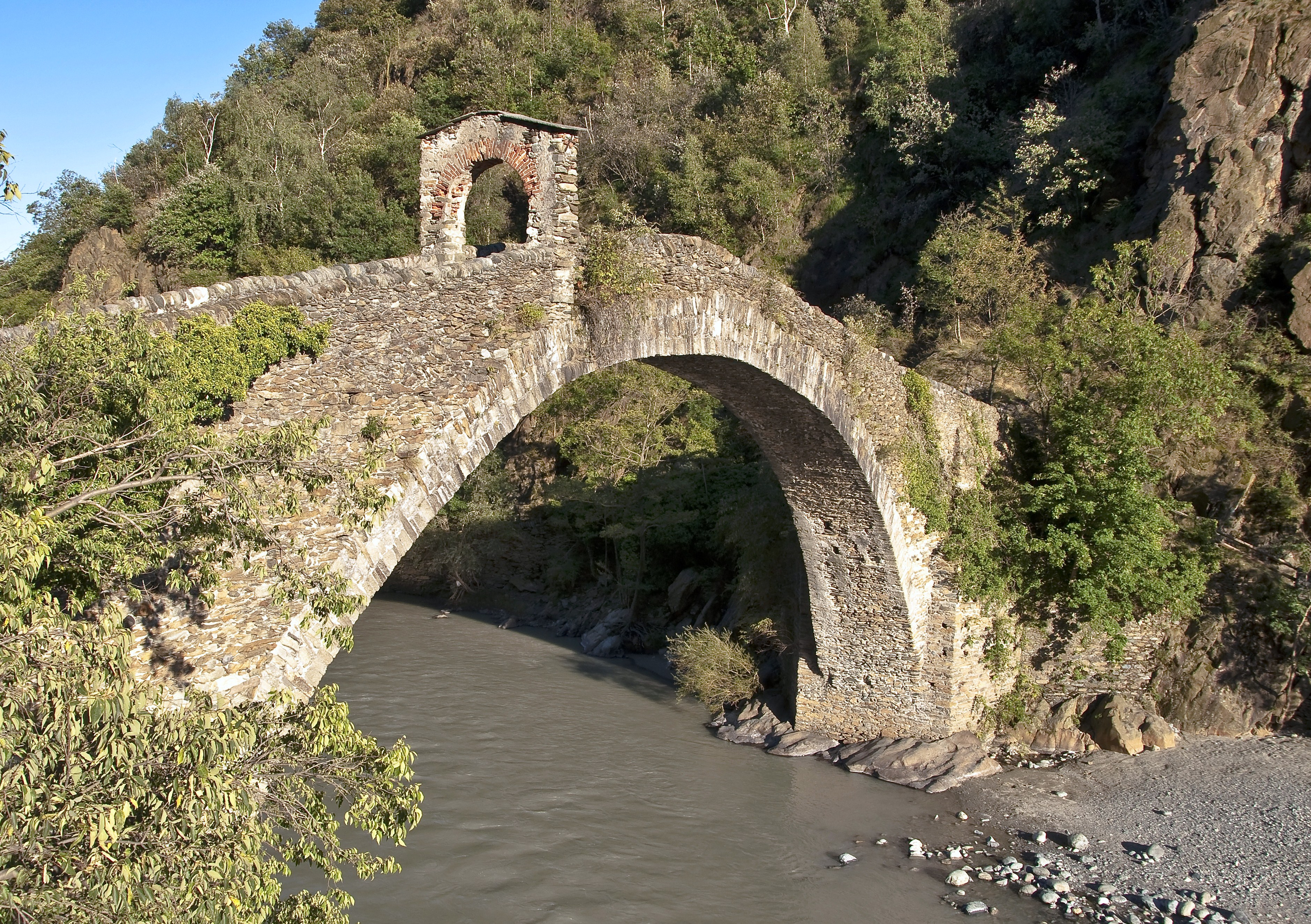
Brücke Ponte del diavolo

Die Stura di Lanzo ist ein Fluss in der italienischen Region Piemont mit einem Einzugsgebiet von 836 km² und ein Nebenfluss des Po.
Die Quellbäche der Stura di Ala entspringen in den Graijischen Alpen an den Gletschern im Bergmassiv der Uia di Ciamarella westlich von Pian della Mussa. Bei Ceres vereint sich die Stura di Ala mit der Stura di Valgrande, die vom Gletscher an der Levanna occidentale kommt und das Val Grande di Lanzo entwässert, und von dieser Stelle an heißt der Fluss Stura di Lanzo.
Bei Traves kommt von rechts aus dem Bergtal Valle di Viù der dritte große Quellfluss mit dem Namen Stura, die Stura di Viù, zur Stura di Lanzo. Weitere größere Zuflüsse sind der Wildbach Tesso und die Ceronda, ein kleinerer ist der Rio Bonello. Die größeren dieser Wildbäche werden häufig von Kanuten befahren.
Bei Lanzo Torinese, wo die historische Brücke Ponte del diavolo aus dem 14. Jahrhundert den Fluss überquert, verlässt die Stura di Lanzo die Gebirgslandschaft des Lanzotals in den piemontesischen Voralpen und fließt in die Poebene hinaus. Sie fließt auf der Westseite am Flughafen von Turin vorbei und erreicht bei Venaria Reale mit der Mündung der Ceronda in die Stura di Lanzo und dem Parco naturale La Mandria den Stadtrand der Metropole Turin. Der Fluss passiert auf den letzten Kilometern die östlichen Quartiere der Agglomeration von Turin mit dem Industriegelände von Iveco und mündet nach 65 km bei Bertolla, einem Vorort von Turin, von links in den Po. Zwischen den beiden Flüssen liegt das öffentliche Areal des Parco della Confluenza.
In der Geschichte hat die Stura di Lanzo bei Hochwasser, so wie beim Alpenhochwasser 2000, am Unterlauf mehrmals einen Teil der Ebene überschwemmt. Das breite Flussbett in der Poebene ist nicht kanalisiert und der natürliche Charakter des wilden Gewässers mit dem angrenzenden Uferwald ist über weite Strecken erhalten geblieben. Vom Ponte del diavolo über Balangero bis nach Turin ist die Flusslandschaft als Area contigua della Stura di Lanzo unter Schutz gestellt. In erodierten alten Flusssedimenten bei Nole sind Überreste eines fossilen Waldes zum Vorschein gekommen. Das Naturareal Corona verde Stura ist Teil der Corona verde, des Grüngürtels in der Umgebung von Turin, der zu den Interreg-Pilotprojekten der europäischen Alpine Ecosystems Services zählt.